# Eupanacra moseri
Eupanacra moseri är en fjärilsart som beskrevs av Gehlen. 1930. Eupanacra moseri ingår i släktet Eupanacra och familjen svärmare. Inga underarter finns listade i Catalogue of Life.